# Бригада Кольбера (Франция)
Бригада лёгкой кавалерии Кольбера (фр. Brigade de cavalerie légère Сolbert) — формирование лёгкой кавалерии (соединение, бригада), состоявшее из конных егерей и гусар, и действовавшее в составе 6-го армейского корпуса Великой Армии, Армии Испании и Армии Португалии (с 1805 по 1811 год), под командованием бригадного генерала Огюста де Кольбера (с 1805 по 1809 год).
Бригада лёгкой кавалерии Дюпреса (фр. Brigade de cavalerie légère Duprès) — с 1803 по 1805 год.
Бригада лёгкой кавалерии Лорсе (фр. Brigade de cavalerie légère Lorcet) — с 1809 по 1810 год, и в 1811 году.
Бригада лёгкой кавалерии Ламотта (фр. Brigade de cavalerie légère Lamotte) — с 1810 по 1811 год.

## Боевой путь бригады

### Формирование бригады
Бригада была сформирована 13 декабря 1803 года в военном лагере Монтрёй, который находился под началом генерала Нея, и был частью Армии Берегов Океана. Бригада входила в кавалерийскую дивизию генерала Тийи.
В состав бригады, которой командовал бригадный генерал Клод-Франсуа Дюпрес, вошли два полка лёгкой кавалерии:
- 3-й гусарский полк (полковник Арман Лебрен де Ля Уссе),
- 10-й конно-егерский полк (полковник Огюст Кольбер).

### Австрийская кампания

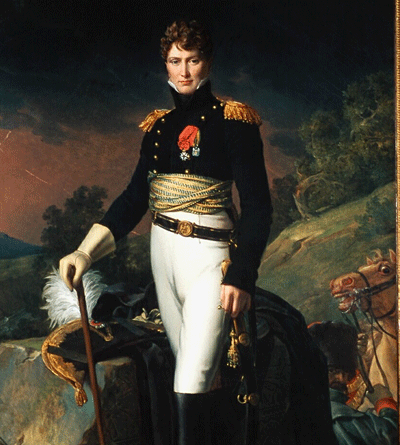
Генерал Огюст Кольбер, командир бригады (худ. Франсуа Жерар)

Декретом от 29 августа 1805 года император Наполеон создал семь армейских корпусов в составе Великой Армии. Каждый корпус состоял из двух  — трёх пехотных дивизий и бригады/дивизии лёгкой кавалерии. Лагерь в Монтрёе стал 6-м армейским корпусом.
28 августа 1805 года бригада выступила в поход, однако ни Тийи, ни Дюпрес так и не прибыли в расположение корпуса до конца кампании. По этой причине командование бригадой лёгкой кавалерии корпуса было поручено 27-летнему полковнику Огюсту Кольберу. Молодой командир родился в Париже, и происходил из одной из самых знатых семей Франции. В эпоху революционных войн выполнял функции адъютанта сперва генерала Эммануэля Груши, затем Жоашена Мюра. Участвовал в Египетской экспедиции и в сражении при Маренго.
Первым боевым крещением бригады стал бой при Эльхингене 14 октября 1805 года. После того, как французы взяли ключевой мост в городе, бригада, состоявшая на тот момент из эскадрона 10-го конно-егерского и эскадрона 3-го гусарского (всего 290 сабель), смогла переправиться на другой берег и выстроиться позади рядов французской пехоты. Вскоре маршал Ней отдал приказ Кольберу атаковать вражескую пехоту и 150 кирасир. Австрийская пехота, построившись в несколько каре, медленным шагом стала уходить в сторону Ульма. Пехота и конница Нея перешли в общее наступление. На австрийские каре, оставшиеся без поддержки кавалерии, ринулись французские драгуны и конные егеря. На левом крыле австрийцев полк Эрбаха отразил несколько атак, но, расстреливаемый в упор, атакованный в штыки, рассеялся и был почти полностью порублен и взят в плен конными егерями полковника Кольбера. Преследование отступающего неприятеля Ней прекратил только с наступлением темноты. Его войска, сражавшиеся без перерыва почти 10 часов, остановились в 5 км от Ульма, завершив славный бой взятием Кессельброннского оврага, последнего сильного рубежа на пути к крепости. Кольбер расположил свои части вокруг Альбека. В результате этой яростной атаки французы потеряли 80 человек ранеными и убитыми. Под Кольбером была убита лошадь, а командир эскадрона 3-го гусарского Жан-Симон Домон был ранен пулей в шею. Лихими кавалеристами были захвачены в плен 1,800 австрийцев и 5 пушек. Действия Кольбера были отмечены Императором в 5-м бюллетене Великой армии, а генерал Матьё Дюма в своём труде, посвящённом этой кампании написал: 

« Эта энергичная атака корпуса лёгких войск против австрийской пехоты внесла большой вклад в успех дня, и заслуживает того, чтобы быть названой одним из самых замечательных военных подвигов ».
 После сдачи Ульма, бригада в составе 6-го корпуса действовала в Тироле, и в серьёзных боях не участвовала. По завершении кампании на Великую армию посыпался дождь из наград и повышений. Не обошёл вниманием Наполеон и «героев Эльхингена». 24 декабря 1805 года Кольбер был произведён в бригадные генералы, и стал уже фактическим командиром бригады.

### Прусская кампания
К моменту начала новой войны с Пруссией, в бригаде произошли кадровые перестановки – 10-й конно-егерский вместо Кольбера возглавил Жак Сюберви, долгое время бывший адъютантом Жана Ланна. Перед самым началом кампании Жерар пошёл на повышение, и получил под своё командование 2-й гусарский, а на его место в обратном направлении прибыл Луи Левек, отличившийся при Аустерлице в качестве командира эскадрона 2-го гусарского.

Кольбер при Йене. Атака 10-го конно-егерского на прусскую на батарею.

14 октября 1806 года в 9 часов 15 минут утра у деревни Фирценхайлиген, что северо-западнее Йены, началась новая славная глава в боевой истории бригады. Здесь французы выдвинули вперёд орудия и начали обмениваться выстрелами с прусскими батареями. Атаку на деревню повёл маршал Ней во главе авангарда своего 6-го корпуса. Остальные войска Нея пока не подошли к Йене. Авангард 6-го корпуса состоял из трёх батальонов 25-го полка лёгкой пехоты, одного гренадерского и одного вольтижёрского батальонов из других полков, а также лёгкой кавалерии Огюста Кольбера – шесть эскадронов и шести орудий, всего 4,000 человек. К авангарду 6-го корпуса был присоединён и 21-й полк лёгкой пехоты из состава дивизии Газана, входившего в 5-й корпус. Стрелки Нея приблизились к выстроенной в боевой порядок прусской тяжёлой кавалерии и стали обстреливать её, целясь в офицеров. Вскоре маршал обратил внимание, что одна прусская конная батарея плохо прикрыта, и приказал Огюсту Кольберу атаковать её 10-м конно-егерским полком. Кольбер блестяще провёл атаку. Конные егеря опрокинули один эскадрон кирасирского прусского полка «Хольцендорф». Кирасиры, бросившись бежать, смяли строй прусского пехотного полка «Хенкель», а тот в свою очередь опрокинул собственную пехоту, стоявшую у него в тылу. В результате батарея оказалась захваченной французами, а пруссаки в беспорядке отступили. Конные егеря 10-го полка, не теряя времени, схватили под уздцы прусских артиллерийских лошадей и умчались, увезя с собой передки пушек. Батарея осталась обездвиженной. Остальная часть 10-го конно-егерского полка атаковала драгунский полк «Приттвиц». Захваченные орудия пруссакам удалось на время вернуть, потому что драгуны полка «Приттвиц» смогли остановить и оттеснить конных егерей, а полк «Хенкель» сумел быстро восстановить строй. Прусские драгуны хотели было преследовать конных егерей, но, будучи контратакованы 3-м гусарским полком, были отброшены. Затем на прусскую пехоту обрушился сильный артиллерийский огонь, и она также отступила в расстройстве, преследуемая некоторое время гусарами. В 9 часов 45 минут Ней занял деревню Фирценхайлиген – важный пункт, откуда можно было атаковать центр прусско-саксонской армии. В ходе этой атаки были ранены майор Левек, командиры эскадронов Домон и Лапуан; Кольбер получил лёгкое ранение в колено осколками. В течение нескольких часов авангард Нея героически отбивал атаки пруссаков, а с подходом к полю сражения основных сил французов, в 13 часов, перешёл в генеральное наступление. Бригада Кольбера за этот промежуток времени совершила множество атака на пехоту противника и взяла большое число пленных. Действия лёгкой кавалерии 6-го корпуса были отмечены Императором в 8-м бюллетене Великой Армии: 

« Бригадный генерал Кольбер во главе 3-го гусарского и 10-го конно-егерского, провёл несколько атак на пехоту противника, которые имели самый большой успех ».
Преследуя противника, 14 же числа, бригада Кольбера, драгуны и кирасиры Мюрата вошли в Веймар. К 22 октября передовые части 6-го корпуса подошли к сильной прусской крепости Магдебург и осадили её. 23 октября генерал Кольбер, во главе 600 человек из 6-го лёгкого, элитных рот 39-го линейного, двух эскадронов кавалерии и двух орудий, атаковал и рассеял противника, который попытался выйти со стороны Фридрихштадта, чтобы добыть себе продовольствие и фураж. 11 ноября генерал Клейст капитулировал. В руках французов оказалось 700 орудий и 54 флага пруссаков, а также в плен попали 24,000 гарнизона и 20 генералов. За успешные действия при Йене, Ней назначил Кольбера губернатором Магдебурга.

### Польская кампания
После быстрого и полного разгрома Пруссии, Великая армия выдвинулась в Польшу для действий против русской армии. Ней с авангардом Кольбера вступил в Торн, а 4 декабря в Бромберг. 7 числа кавалерия переправилась через Вислу и заняла дороги на Грауденц и Страсбург. 25 декабря бригада вместе с дивизией Маршана выбила пруссаков из города Зольдау.
После возобновления боевых действий в конце января 1807 года, бригада была временно придана кавалерийскому резерву Мюрата. На 25 декабря 1806 года в бригаде насчитывалось 753 человека (в том числе 47 офицеров) и 797 лошадей. 6 февраля 1807 года бригада приняла участие в кровавом сражении при Гофе против русского арьергарда, под командованием Барклая де Толли. После того, как передовой отряд русских оставил Зинкен и отошёл за ручей, генерал-майор Барклай де Толли приказал генерал-майору Дорохову удерживать мост с Изюмским гусарским полком и конно-артиллерийской ротой полковника князя Яшвиля. Со стороны французов первой в бой вступила лёгкая кавалерийская бригада 6-го армейского корпуса. Генерал Кольбер повёл вперёд галопом свой головной полк (3-й гусарский) и подался с ним вправо, чтобы очистить от врага мост. При этом он был вынужден на ходу перестраивать эскадроны, отчего в их рядах произошло некоторое смятение (в данном случае французские гусары совершили не предусмотренное уставом кавалерии движение «вперёд в линию обратным порядком»). Затем 3-й гусарский полк устремился в атаку, но был отброшен залпами русской артиллерии и пехоты. Кольбер повторил атаку с 10-м конно-егерским полком, но она закончилась точно так же, как и предыдущая, поскольку огонь противника оказался очень силён. Затем французы сами были атакованы русской кавалерией. Навстречу 3-му гусарскому полку бригады Кольбера кинулись эскадроны Изюмского гусарского полка. Сблизившись между собой на дистанцию пистолетного выстрела, как русские, так и французские гусары внезапно остановились. Офицеры с обеих сторон командовали: «В атаку!», но никто не двигался с места. Так продолжалось несколько минут, пока дело не решила отвага ротмистра Гундерштруба, командира одного из эскадронов Изюмского полка. Он неожиданно бросился на французского офицера (также эскадронного командира) и свалил его с коня. Этот поступок послужил сигналом для изюмцев, которые, тотчас ударив на французов, опрокинули их. Успех изюмских гусар воодушевил их товарищей  ольвиопольцев, стоявших во второй линии (рядом с Костромским мушкетёрским полком). Ринувшись вперёд, они стали преследовать конницу Кольбера и в запале понеслись прямо на мост. Однако здесь Ольвиопольский гусарский полк наткнулся на бригаду французских драгун из дивизии Клейна и был отброшен. В результате 10-й конно-егерский и 3-й гусарский понесли серьёзные потери. В 3-м погиб командир эскадрона Бенуа Шёни.
В марте 1807 года в состав бригады влился 15-й конно-егерский под командованием полковника Пьера Мурье. В первых числах июня Беннигсен начал наступление против корпуса Нея. По дороге на Гуттштадт граф Строганов атаковал лагерь французов в 1,000 человек пехоты и кавалерии близ Ломиттена. Французы были полностью разбиты. В плен попало более 500 человек, в том числе раненый в этом бою полковник Мурье (всего полк потерял 16 офицеров ранеными и убитыми). Помимо этого в руках русских оказались обозы и канцелярия маршала Нея. Кольбер, с остальными двумя полками из бригады, вёл тяжёлые бои с троекратно превосходящими их по численности русскими у Гуттштадта и Деппена вместе с основными силами 6-го корпуса. После чего бригада участвовала в разгроме русских при Фридланде.

### Пиренейская кампания
7 сентября 1808 года Император приказал 6-му корпусу выдвигаться в Испанию.
Как всегда действуя в авангарде 6-го корпуса, бригада приняла участие в сражении при Туделе (23 ноября 1808 года), в котором была наголову разгромлена испанская армия, а затем активно преследовала британский корпус генерала Джона Мура. По дороге на Асторгу, недалеко от Вильяфранка-дель-Бьерсо, лихие кавалеристы захватили 2,000 пленных и несколько пушек. 3 января 1809 года около полудня Кольбер с 6-8 эскадронами прибыл к городку Какабелос, и получил приказ от маршала Сульта немедленно атаковать противника. Командир авангарда потребовал подкреплений, так как считал, что его сил недостаточно. Однако получил в ответ гневное сообщение от Сульта, требовавшего немедленной атаки, и считавшего, что англичане продолжат отступление и не примут бой. Генерал Кольбер был вынужден атаковать арьергард англичан кавалерией, несмотря на многочисленные препятствия. Он выехал вперёд со своим адъютантом, чтобы осмотреть место будущей атаки, но в этот момент притаившийся в засаде стрелок Том Планкет с нарезным штуцером из 95-го полка хладнокровно прицелился, и его пуля, пробив голову, смертельно ранила (Кольбер прожил всего 15 минут после ранения) одного из самых лучших генералов французской армии. Огюсту де Кольберу  был 31 год. Последними его словами были: 

« Я ещё слишком молод, чтобы умирать, тем не менее моя смерть - это смерть солдата Великой армии, так как умирая, я вижу бегство подонков и мучения врагов моей Родины! »
Плачущие гусары похоронили Кольбера у обочины, в нескольких шагах от дороги. В течение двух лет весь 3-й гусарский полк, входивший в бригаду Кольбера, будет носить траур в виде чёрной ленты на киверах в память о своём смелом начальнике.
4 января 1809 года бригаду возглавил генерал Жан-Батист Лорсе. 12 августа 1809 года у перевала Баньос генерал принял участие в своём первом бою на полуострове, во время которого 3-й гусарский полк возглавил «замечательную» атаку, которая во многом способствовала успеху французов. Несколько месяцев спустя, во время битвы при Тамамесе, его кавалерия разгромила испанскую дивизию Каррера и захватила расставленные неподалеку пушки, но противостояние закончилось поражением французов, а Лорсе был ранен в десятый раз в своей карьере. 26 ноября на поле битвы при Альба-де-Тормес лёгкая кавалерия Лорсе и драгуны Келлермана натолкнулись на кавалерию противника и разгромили линию испанцев недалеко от центра, смяв две дивизии. В плен попало 2000 человек, а также захвачена батарея. Затем французская кавалерия провела частичную атаку, а вечером начала последнюю атаку на отступающие испанские войска, нанеся дополнительные потери. Бригада Лорсе потеряла двух офицеров 3-го гусарского полка ранеными в течение дня, а также двух офицеров убитыми и ещё двоих ранеными в составе 15-го конно-егерского. Двумя днями позже Лорсе настиг испанскую дивизию герцога дель Парка и попытался снова атаковать её, но, будучи слишком слабым, чтобы противостоять своим численно превосходящим противникам, он отступил в полном порядке, нанеся испанцам тяжёлые потери.
17 апреля 1810 года 6-й корпус был включён в состав Армии Португалии. Летом 1810 года он и его бригада участвовали в осаде Сьюдад-Родриго и Алмейды. Однако 24 июля 1810 его сменил на этом посту генерал Ламотт, а Лорсе был переведён во 2-ю драгунскую дивизию Трейяра. Довольно быстро у Ламотта возник серьёзный конфликт с «Храбрейшим из храбрых». 15 марта 1811 года в битве при Фош-де-Аросе прямо на поле боя генерал Ламотт серьёзно поссорился с маршалом Неем, и Лорсе сменил Ламотта во главе лёгкой кавалерии 6-го корпуса. В первых числах мая 1811 года маршал Массена столкнулся с британскими войсками во время битвы при Фуэнтес-де-Оньоро. 5 мая, на третий день боя, генерал Лорсе был тяжело ранен осколком. 9 мая бригада была расформирована, а генерал получил разрешение вернуться на родину, и в июне покинул полуостров, чтобы выздороветь во Франции.

## Командиры бригады
- бригадный генерал Клод-Франсуа Дюпрес (13 декабря 1803 – 28 августа 1805)
- полковник (с 24 декабря 1805 – бригадный генерал) Огюст де Кольбер (28 августа 1805 – 3 января 1809)
- бригадный генерал Жан-Батист Лорсе (4 января 1809 – 24 июля 1810)
- бригадный генерал Огюст Ламотт (24 июля 1810 – 15 марта 1811)
- бригадный генерал Жан-Батист Лорсе (15 марта 1811 – 9 мая 1811)

## Состав бригады
- 3-й гусарский полк (фр. 3e régiment de hussards)
в составе бригады с 13 декабря 1803 года по 9 мая 1811 года.

- 10-й конно-егерский полк (фр. 10e régiment de chasseurs à cheval)
в составе бригады с 13 декабря 1803 года по 22 июля 1807 года.

- 15-й конно-егерский полк (фр. 15e régiment de chasseurs à cheval)
в составе бригады с 28 марта 1807 года по 9 мая 1811 года.

## Кампании и сражения бригады
Австрийская кампания 1805 года
- Гюнцбург (9 октября 1805 года)
- Эльхинген (14 октября 1805 года)
- Михельсберг (15 октября 1805 года)
- Ульм (16 - 20 октября 1805 года)

Прусская кампания 1806 года
- Йена (14 октября 1806 года)
- осада Магдебурга (25 октября - 8 ноября 1806 года)

Польская кампания 1806-07 годов
- Зольдау (25 декабря 1806 года)
- Лангенхайм (20 января 1807 года)
- Бок (26 января 1807 года)
- Гоф (6 февраля 1807 года)
- Прейсиш-Эйлау (8 февраля 1807 года)
- Гуттштадт, Ломиттен и Деппен (5 - 6 июня 1807 года)
- Фридланд (14 июня 1807 года)

Пиренейская кампания 1808-11 годов
- Тудела (23 ноября 1808 года)
- Асторга (2 января 1809 года)
- Какабелос и Вильяфранка (3 января 1809 года)
- Танорис (20 февраля 1809 года)
- Сантьяго-де-Компостела (21 мая 1809 года)
- Пуэрто-де-Баньос (12 августа 1809 года)
- Тамамес (18 октября 1809 года)
- Альба-де-Тормес (28 ноября 1809 года)
- осада Сьюдад-Родриго (26 апреля - 10 июля 1810 года)
- осада Алмейды (25 июля - 27 августа 1810)
- Бусаку (27 сентября 1810 года)
- Лейрия и Помбал (5 октября 1810 года)
- Отта (9 октября 1810 года)
- Рединья (11 - 12 марта 1811 года)
- Кондейша (14 марта 1811 года)
- Фош-де-Аросе (15 марта 1811 года)
- Фуэнтес-де-Оньоро (3 - 5 мая 1811 года)

## Состав бригады по датам
На 13 декабря 1803 года:
- командир бригады – бригадный генерал Клод-Франсуа Дюпрес
  - 3-й гусарский полк (командир – полковник Арман Лебрен де Ля Уссе) ⇒ 3 эскадрона
  - 10-й конно-егерский полк (командир – полковник Огюст де Кольбер) ⇒ 3 эскадрона
    - Всего: 6 эскадронов

На середину ноября 1805 года:
- командир бригады – полковник Огюст де Кольбер
  - 3-й гусарский полк (командир – командир эскадрона Жан-Симон Домон) ⇒ 3 эскадрона, 434 человека
  - 10-й конно-егерский полк (командир – командир эскадрона Луи Лапуант) ⇒ 3 эскадрона, 383 человека
    - Всего: 6 эскадронов, 817 человек[22].

На 14 октября 1806 года:
- командир бригады – бригадный генерал Огюст де Кольбер
  - 3-й гусарский полк (командир – майор Луи Левек де Лаферрьер) ⇒ 3 эскадрона
  - 10-й конно-егерский полк (командир – полковник Жак Сюберви) ⇒ 3 эскадрона
    - Всего: 6 эскадронов, 944 человека[23].

На 1 апреля 1807 года:
- командир бригады – бригадный генерал Огюст де Кольбер
  - адъютанты генерала – лейтенанты Адриан д'Астор и Родольф де Латур-Мобур
  - 3-й гусарский полк (командир – полковник Луи Левек де Лаферрьер) ⇒ 3 эскадрона, 263 человека
  - 10-й конно-егерский полк (командир – полковник Жак Сюберви) ⇒ 3 эскадрона, 225 человек
  - 15-й конно-егерский полк (командир – полковник Пьер Мурье) ⇒ 5 эскадронов, 349 человек
    - Всего: 11 эскадронов, 840 человек[24].

На 15 ноября 1808 года:
- командир бригады – бригадный генерал Огюст де Кольбер
  - адъютанты генерала – лейтенанты Адриан д'Астор, Родольф де Латур-Мобур и Альфред де Латур-Мобур
  - 3-й гусарский полк (командир – полковник Луи Левек де Лаферрьер) ⇒ 3 эскадрона, 574 человека
  - 15-й конно-егерский полк (командир – полковник Пьер Мурье) ⇒ 5 эскадронов, 651 человек
  - отряд жандармерии ⇒ 26 человек
    - Всего: 8 эскадронов, около 1300 человек[25].

На 15 сентября 1810 года:
- командир бригады – бригадный генерал Огюст Ламотт
  - 3-й гусарский полк (командир – полковник Луи Левек де Лаферрьер) ⇒ 3 эскадрона, 442 человека
  - 15-й конно-егерский полк (командир – полковник Пьер Мурье) ⇒ 3 эскадрона, 520 человек
    - Всего: 6 эскадронов, около 970 человек[26].

На 15 марта 1811 года:
- командир бригады – бригадный генерал Огюст Ламотт
  - 3-й гусарский полк (командир – полковник Луи Левек де Лаферрьер) ⇒ 3 эскадрона
  - 15-й конно-егерский полк (командир – полковник Пьер Мурье) ⇒ 3 эскадрона
    - Всего: 6 эскадронов, 890 человек[27].

## Награждённые

### Комманданы ордена Почётного легиона
- Клод-Франсуа Дюпрес, 14 июня 1804 – бригадный генерал, командир бригады
- Анн-Шарль Лебрен, 14 июня 1804 – полковник, командир 3-го гусарского
- Луи Левек де Лаферрьер, 19 декабря 1808 – полковник, командир 3-го гусарского

### Офицеры ордена Почётного легиона
- Огюст Кольбер, 14 июня 1804 – полковник, командир 10-го конно-егерского
- Бенуа Шёни, 14 июня 1804 – капитан 3-го гусарского
- Кристоф Фор, 14 июня 1804 – лейтенант 3-го гусарского[28]
- Жак Сюберви, 14 мая 1807 – полковник, командир 10-го конно-егерского
- Поль Гуньон де Сен-Лежер, 14 мая 1807 – командир эскадрона 10-го конно-егерского
- Жан-Батист Оллоси, 14 мая 1807 – командир эскадрона 3-го гусарского
- Пьер Леман, 14 мая 1807 – капитан штаба 3-го гусарского
- Буль, 14 мая 1807 – капитан 10-го конно-егерского
- Антуан Вальц, 14 мая 1807 – капитан 3-го гусарского
- Жан-Батист Риу, 14 мая 1807 – капитан 10-го конно-егерского
- Фалькьер, 14 мая 1807 – капитан 10-го конно-егерского
- Жером Дескарё, 14 мая 1807 – младший лейтенант 3-го гусарского
- Луи Левек де Лаферрьер, 29 мая 1807 – полковник, командир 3-го гусарского
- Декер, 18 февраля 1808 – командир эскадрона 3-го гусарского
- Жоашен Лепик, 18 февраля 1808 – командир эскадрона 15-го конно-егерского
- Жан-Пьер Брессон де Вальмабель, 18 февраля 1808 – командир эскадрона 15-го конно-егерского

### Кавалеры ордена Железной Короны
- Огюст де Кольбер, 23 декабря 1807 – бригадный генерал, командир бригады